# Bassins de la Caroline

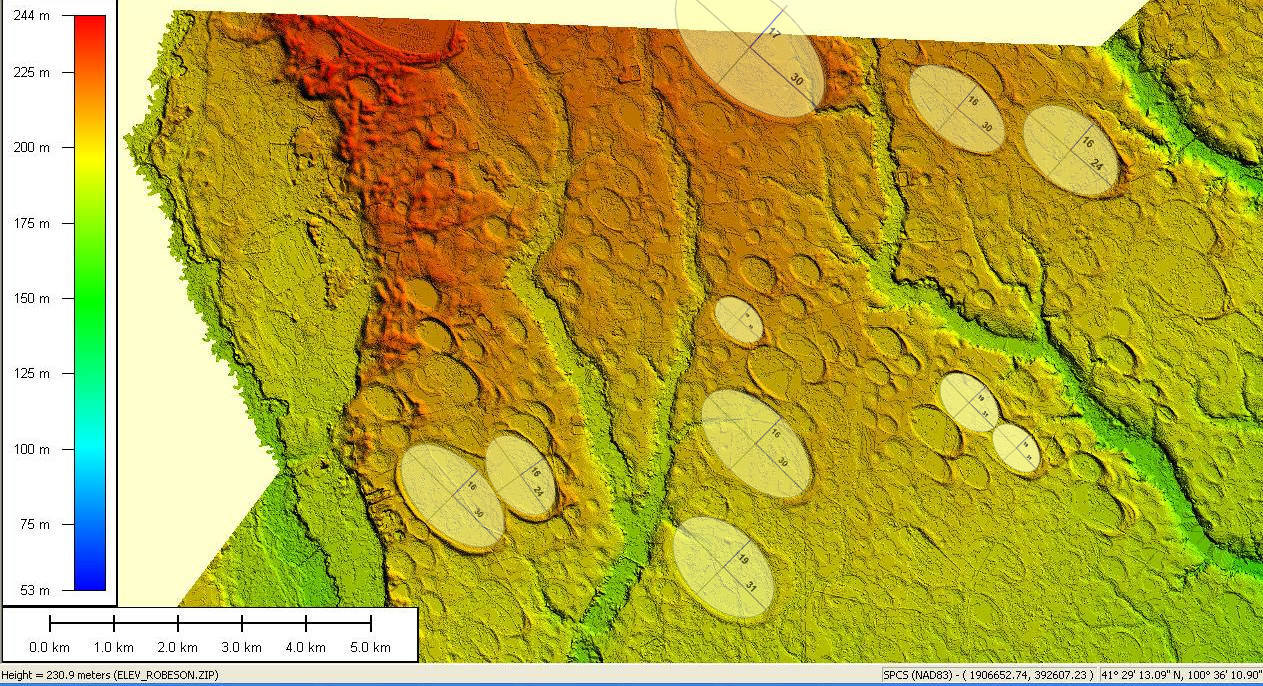
Image LIDAR des bassins de la Caroline. Les ellipses qui se chevauchent dans les bassins de la Caroline démontrent que la géométrie prototypique des bassins est elliptique.

Les bassins de la Caroline, également appelés baies de la Caroline (anglais : Carolina bays), sont des dépressions elliptiques qui se produisent dans un sol sablonneux près de la nappe phréatique le long de la côte atlantique des États-Unis, du New Jersey au nord de la Floride. La géométrie elliptique est une caractéristique de tous les bassins quelle que soit leur taille, bien qu'il existe de nombreux exemples de bassins modifiés par l'érosion fluviale.
Les bassins de la Caroline sont peu profonds et ont des rebords légèrement surélevés. La dimension des bassins varie d'une soixantaine de mètres à plusieurs kilomètres de longueur. Les lacs de forme ovale ou circulaire et les dépressions marécageuses ont souvent été classés à tort comme bassins de la Caroline, bien qu'ils n'aient pas la géométrie elliptique précise ni les bords surélevés.
Remarque sur l'orientation : Caroline du Sud et en Caroline du Nord, le long axe de la plupart des baies de la Caroline est orienté vers le nord-ouest, tandis que dans le Delaware, le Maryland et le New Jersey, le long axe de la plupart des baies de la Caroline est orienté vers le nord-est et certaines baies de la Caroline dans cette zone affichent des orientations aléatoires. - Rasmussen, W. C., and T. H. Slaughter (1955) "The ground water resources, in The water resources of Somerset, Wicomico, and Worcester Counties". Bulletin no. 16, Maryland Geological Survey, Baltimore, Maryland;
Swezey, C. S. (2020). "Quaternary eolian dunes and sand sheets in inland locations of the Atlantic Coastal Plain Province". In Lancaster, N.; Hesp, P. (eds.). Inland Dunes of North America. Dunes of the World. Springer Publishing. pp. 11–63. doi:10.1007/978-3-030-40498-7_2.  (ISBN 978-3-030-40498-7). S2CID 219502764.

## Découverte
Les bassins de la Caroline étaient connus au XIXe siècle comme des zones marécageuses aux bords sablonneux. Les bassins sont très grands et leurs rebords ne sont généralement pas très hauts ; c'est pourquoi ils sont pratiquement indétectables lorsqu'ils sont observés d'un point de vue proche de la surface de la terre. L'introduction de la photographie aérienne dans les années 1930 a montré que les bassins de la Caroline étaient des dépressions elliptiques alignées à peu près dans la même direction. La remarquable régularité géométrique des bassins de la Caroline a stimulé de nombreuses hypothèses contradictoires sur leur origine.
L'introduction du Lidar, une technologie de télédétection par laser, a grandement amélioré la visualisation des bassins de la Caroline le long de la côte atlantique.

## Caractéristiques
- Les bassins de la Caroline sont des ellipses bien que certains manquent de symétrie bilatérale le long du grand ou du petit axe. La partie sud-est de nombreux bassins est plus pointue que l'extrémité nord-ouest. Les dimensions du grand axe varient approximativement de 60 mètres à 11 kilomètres (Eyton et Parkhurst, 1975)[1].
- Ils montrent une orientation nord-ouest-sud-est. Les écarts à cette orientation semblent systématiques selon la latitude (Prouty, 1952)[2].
- Les bassins ont une profondeur maximale d'environ 15 mètres. Les grands bassins ont tendance à être plus profonds que les petits bassins, mais la partie la plus profonde de tout bassin se situe généralement au sud-est du bassin.
- De nombreux bassins ont des bords sablonneux surélevés avec un développement maximum vers le sud-est. Les hauteurs des arêtes varient de 0 à 7 mètres.
- Les bassins de la Caroline recouvrent fréquemment d'autres bassins sans détruire la morphologie d'aucune des dépressions. Un ou plusieurs petits bassins peuvent être entièrement contenus dans un bassin plus grand.
- La stratigraphie sous les bassins n'est pas déformée (Preston et Brown, 1964[3] ; Thom, 1970[4]).
- Les bassins n'existent que dans les sédiments non consolidés. Il n'y a pas de bassins dans les plaines inondables ou les plages modernes.
- Les bassins de la Caroline sont également conservés en terrasses d'âges et de processus de formation différents.
- Ce sont des bassins sédimentaires remplis ou partiellement remplis de limon d'origine organique et inorganique. Certaines caractéristiques de l'ellipse sableuse semblent être d'anciens bassins complètement remplis de sédiments terrestres et de matières organiques.
- Ils ont les mêmes caractéristiques géométriques que les Bassins d'eau de pluie du Nebraska, mais les bassins du Nebraska sont orientés nord-est-sud-ouest (Zanner et Kuzila, 2001[5]). (Davias et Gilbride, 2010[6]).

## Origine
Des travaux récents de l'US Geological Survey ont interprété les baies de la Caroline comme des lacs thermokarstiques reliques qui ont été modifiés par des processus éoliens et lacustres  [Swezey, C. S. (2020). "Quaternary eolian dunes and sand sheets in inland locations of the Atlantic Coastal Plain Province". In: Lancaster, N.; Hesp, P. (eds.). Inland Dunes of North America. Dunes of the World. Springer Publishing. pp. 11–63. doi:10.1007/978-3-030-40498-7_2.  (ISBN 978-3-030-40498-7). S2CID 219502764]. Les lacs thermokarstiques modernes sont courants aujourd'hui autour de Barrow (Alaska), et les axes longs de ces lacs sont obliques par rapport à la direction du vent dominant. Ces lacs se développent par le dégel du sol gelé, avec une modification ultérieure par le vent et les vagues. Ainsi, l'interprétation des baies de la Caroline comme des lacs thermokarstiques reliques implique que le sol gelé s'étendait autrefois aussi loin au sud que les baies de la Caroline. Cette interprétation est cohérente avec les dates de luminescence stimulées optiquement, qui suggèrent que les baies de Caroline sont des éléments reliques qui se sont formés lorsque le climat était plus froid, plus sec et plus venteux.
L'origine des bassins de la Caroline a été vigoureusement débattue depuis sa découverte. L'une des premières hypothèses d'impact pour la formation des bassins de la Caroline a été faite par Melton et Schriever en 1933. Ces auteurs ont suggéré qu'une pluie de météorites ou une rupture de comète venant du nord-ouest aurait pu créer les bassins avec leur alignement particulier. L'absence de fragments de météorite et d'autres indicateurs caractéristiques d'impacts extraterrestres a forcé les géologues à proposer que les bassins de la Caroline aient été formés par une combinaison complexe de mécanismes lacustres et éoliens (Johnson, 1942). Des explications supplémentaires pour la formation des bassins au cours de la dernière 70 000 à 100 000 ans comprennent la formation de lacs de sable modifiés dans la direction de la vitesse maximale du vent, des dépressions karstiques avec des rebords formés par du sable soufflé par le vent, des bassins créés par des eaux tourbillonnantes et des bassins créés par l'érosion éolienne. Un hypothèse de l'impact des glaces (Antonio Zamora, 2017) a proposé qu'un impact extraterrestre sur la calotte glaciaire laurentienne a propulsé des morceaux de glace dans des trajectoires balistiques et que les impacts secondaires des morceaux de glace ont liquéfié le sol et ont formé des cavités coniques inclinées qui se sont transformées en bassins elliptiques par relaxation viscoélastique. Un modèle expérimental d'impacts d'éclats de glace sur un sol visqueux a montré la formation de cavités coniques inclinées, leur transformation en bassins elliptiques et la formation de bassins superposés lorsque les impacts produisent des cavités coniques adjacentes.